# Richard Smith
Richard Smith é um guitarrista de jazz estadunidense, com indicações para “Record of the Year” (Ad Lib Magazine, 1989), e “Best New Artist” (Radio & Records Magazine, 1990), além de ter sido o vencedor do prêmio “Best Contemporary Jazz Guitar Album” (Tune Up Magazine).
Destaques de sua discografia ficam por conta do álbum "Bella Firenze", de 1991, que figurou no "Top Ten" da "Radio and Records Magazine", e de "From My Window", que apareceu no Top 3 da mesma revista. Além deles, o álbum ‘SOuLIDIFIED’ permaneceu por 17 semanas no Top 10 da parada musical "radio airplay of American contemporary jazz radio" (Radio and Records Magazine) e 3 semanas no topo da "satellite and cable airplay" (Music Choice).

## Discografia

### Solo
- 1989 - Rockin The Boat
- 1989 - Puma Creek
- 1991 - Bella Firenza
- 1994 - From My Window
- 1997 - First Kiss
- 1999 - Flow[4]
- 2002 - Natural Soul
- 2003 - SOuLIDIFIED[5]
- 2014 - Tangos

### Com "The LA Chillharmonic"
- 2008 - LA Chillharmonic[6]

### ComFrancesco Buzzurro
- 2017 - Un Mondo, Due Chitarre - One World, Two Guitars